# Hamburg-Allermöhe

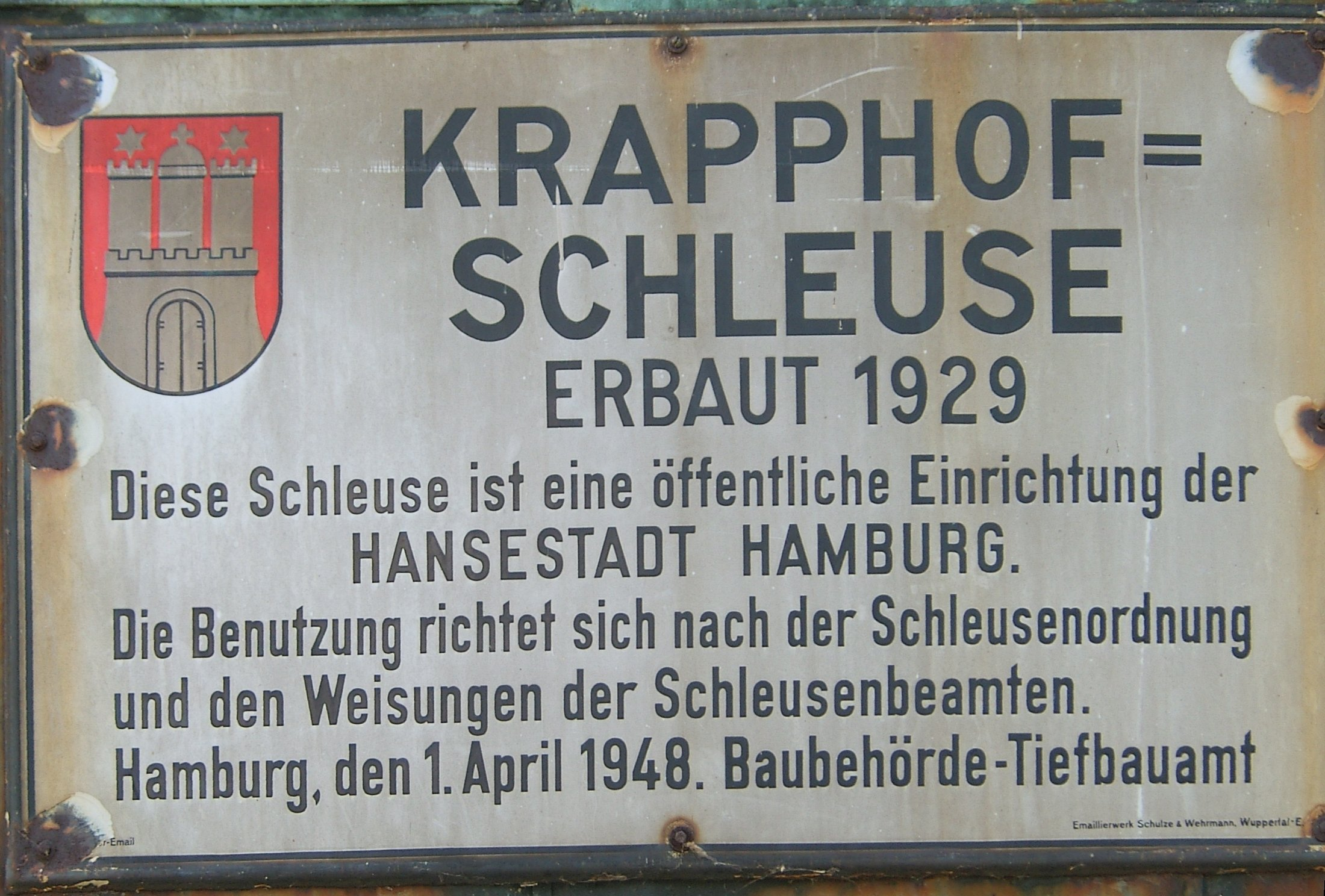
Krapphofschleuse

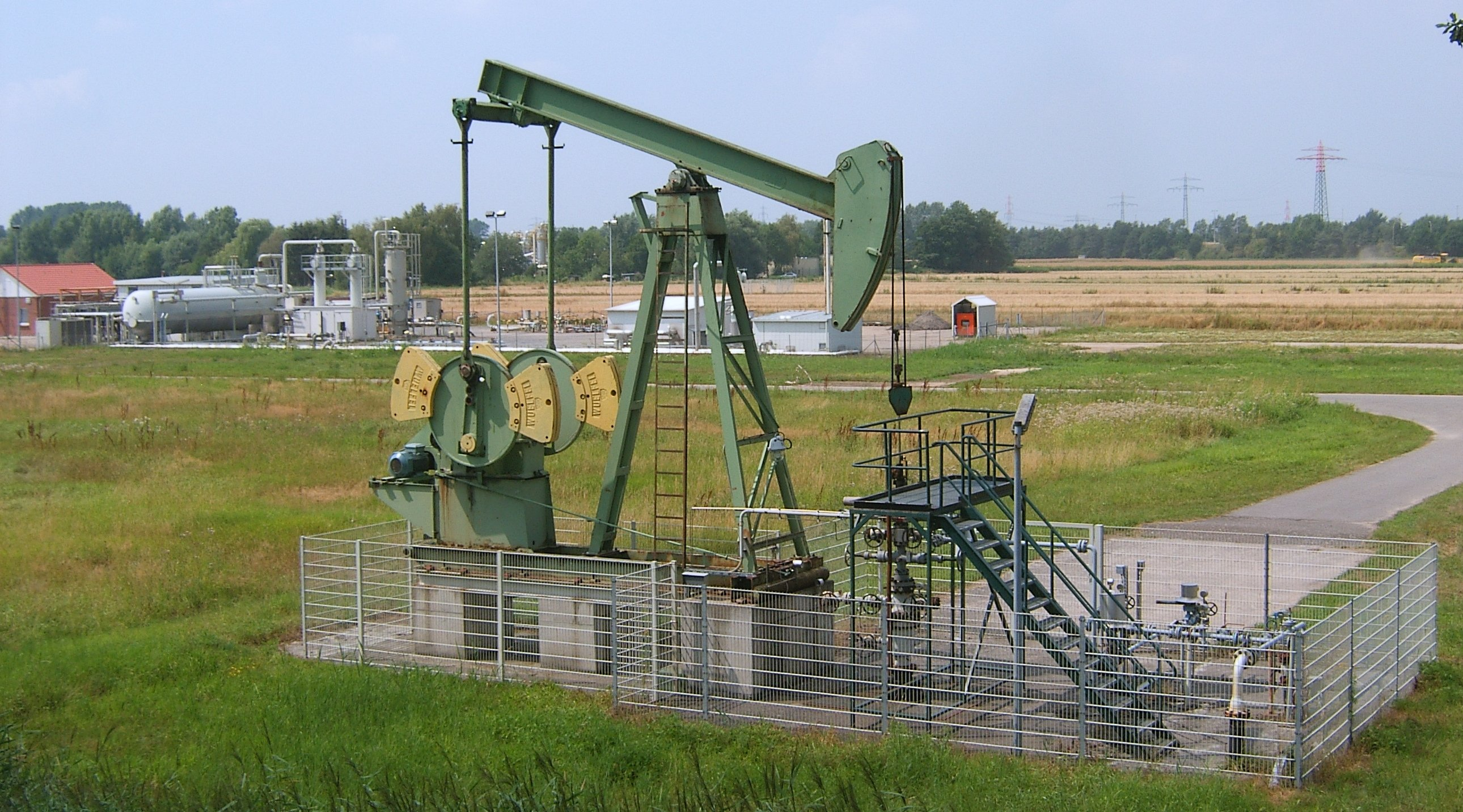
Erdgaslager

Allermöhe ist ein Hamburger Stadtteil im Bezirk Bergedorf. Er liegt in den Marschlanden und ist etwa 15 Kilometer vom Hamburger und drei Kilometer vom Bergedorfer Stadtzentrum entfernt.

## Geografie
Allermöhe liegt im nördlichen Teil des Schwemmlandes im Stromgebiet der Elbe (Elbe-Urstromtal), die an dieser Stelle ein sehr breites Tal formt. Das Gebiet des Stadtteils wird nach Süden hin durch die Dove Elbe, einem abgedeichten Seitenarm der Unterelbe, begrenzt. Durch Kiesabbau entstand in den 1960er Jahren der See Hinterm Horn.

### Geologie
Der Boden in Allermöhe ist marschentypisch und vom früheren Verlauf der Elbarme bestimmt. Bodentypen sind Klei über Torf, außerdem auch ein Boden aus wechsellagerndem Fein- oder Mittelsand und Klei. Richtung Dove Elbe befindet sich auch ein kleiner Anteil von Klei über Fein- bis Mittelsand. Man beobachtet in Allermöhe eine mittlere Grundwasserneubildungsrate (>100–200 mm/a). Neu-Allermöhe West wird im Landschaftsprogramm als „Gebiet mit erhöhter Grundwasserempfindlichkeit“ eingestuft.
Untersuchungen im Jahr 1999 fanden im Fleetsystem Allermöhes eine mittlere Gewässergüte (Klasse II–III) vor, die als kritisch belastet zu bezeichnen ist. Gewässer dieser Klassen sind stark mit organischen Stoffen aus der landwirtschaftlichen Nutzung sowie auch dem nährstoffreichen Marschboden selbst belastet.
Im Wasser kommen Kleintierarten wie Schnecken, Muscheln, Fliegenlarven, Schwämme und Kleinkrebse vor.

### Gliederung des Stadtteils
Die Besiedlung des Ortes gliedert sich bis 2010 in drei recht unterschiedliche Teile. Das bäuerlich geprägte Straßendorf Allermöhe erstreckt sich seit dem 12. Jahrhundert entlang des Deiches der Dove Elbe, dem heutigen Allermöher Deich. Nordwestlich des ursprünglichen Straßendorfes befindet sich das Gewerbegebiet Allermöhe.
Im damaligen Norden des Stadtteils entstand seit den 1990er Jahren die Großsiedlung Neu-Allermöhe West. Zusammen mit der ab 1982 entstandenen, durch Ein- und Mehrfamilienhäuser geprägten Siedlung Neu-Allermöhe Ost aus dem Stadtteil Bergedorf wurden diese Gebiete zum 1. Januar 2011 zum neuen Stadtteil Neuallermöhe zusammengefasst. Zugleich erhielt der Stadtteil ein kleines Gebiet südlich der A 25 hinzu, während die nördlich der Autobahn gelegenen Gebiete der Siedlung Alt-Nettelnburg dem Stadtteil Bergedorf zugeordnet wurden.

## Geschichte
Um 1150 wurde damit begonnen, die Sumpfwildnis im gezeitenabhängigen Stromgebiet der Elbe zu kultivieren. Unter Beteiligung von holländischen Siedlern und Ingenieuren baute man hier die ersten Deiche.
Der Ort Allermöhe wurde erstmals 1162 als „Anremutha“ erwähnt. Zu Hochdeutsch bedeutet der Name „an der anderen Mündung“ und bezog sich auf seine Lage an der Dove Elbe. Seit 1395, als Holstein-Rendsburg das Dorf gemeinsam mit Bill-, Ochsen- und Moorwerder an Hamburg verkaufte, gehört Allermöhe zur Hansestadt. 1410 richtete Hamburg die Landherrenschaft Bill- und Ochsenwerder ein, der auch Allermöhe zugeordnet wurde. Ein Ratsherr vertrat fortan die Interessen der Stadt und setzte vor Ort Landvögte ein, die mit polizeilicher Gewalt ausgestattet wurden. Nachdem der Ort Anfang des 15. Jahrhunderts durch einen Deich geschützt worden war, wurde auch die Dove Elbe im Jahr 1471 eingedämmt; Ebbe und Flut hatten damit auf die Marsch keinen Einfluss mehr.
Allermöhe entwickelte sich seit dieser Zeit als lang gestrecktes Straßendorf entlang der Deichlinie; denn nur in diesem Bereich eignet sich der Untergrund zum Bau von Häusern. Die dahinter liegenden Flächen wurden landwirtschaftlich genutzt: auf dem fruchtbaren Marschboden betrieb man ertragreichen Ackerbau. Da die Bauern hier mit überschüssigem Regenwasser und hohem Grundwasserstand zu kämpfen hatten, nahm man den Bau eines komplexen Grabennetzes vor. Auch bedrohten immer wieder Deichbrüche das Gebiet.
Der Verkauf ihrer landwirtschaftlichen Erzeugnisse – Erdbeeren, Schnittblumen, Hopfen oder Äpfel – vor allem ins nahe Hamburg bescherte vielen Einwohnern ansehnlichen finanziellen Erfolg, wovon die aufwendigen Fassaden und Verzierungen vieler älterer Häuser zeugen. Bis heute versorgen Allermöhe und die benachbarten Orte Hamburg und andere Regionen Deutschlands mit Gemüse und Blumen.
Als erster größerer nicht-landwirtschaftlicher Betrieb siedelte sich am Ende des 18. Jahrhunderts eine Kattundruckerei im Ort an. 1830 wurde die bisherige Landherrenschaft Bill- und Ochsenwerder zur Landherrenschaft der Marschlande umstrukturiert.

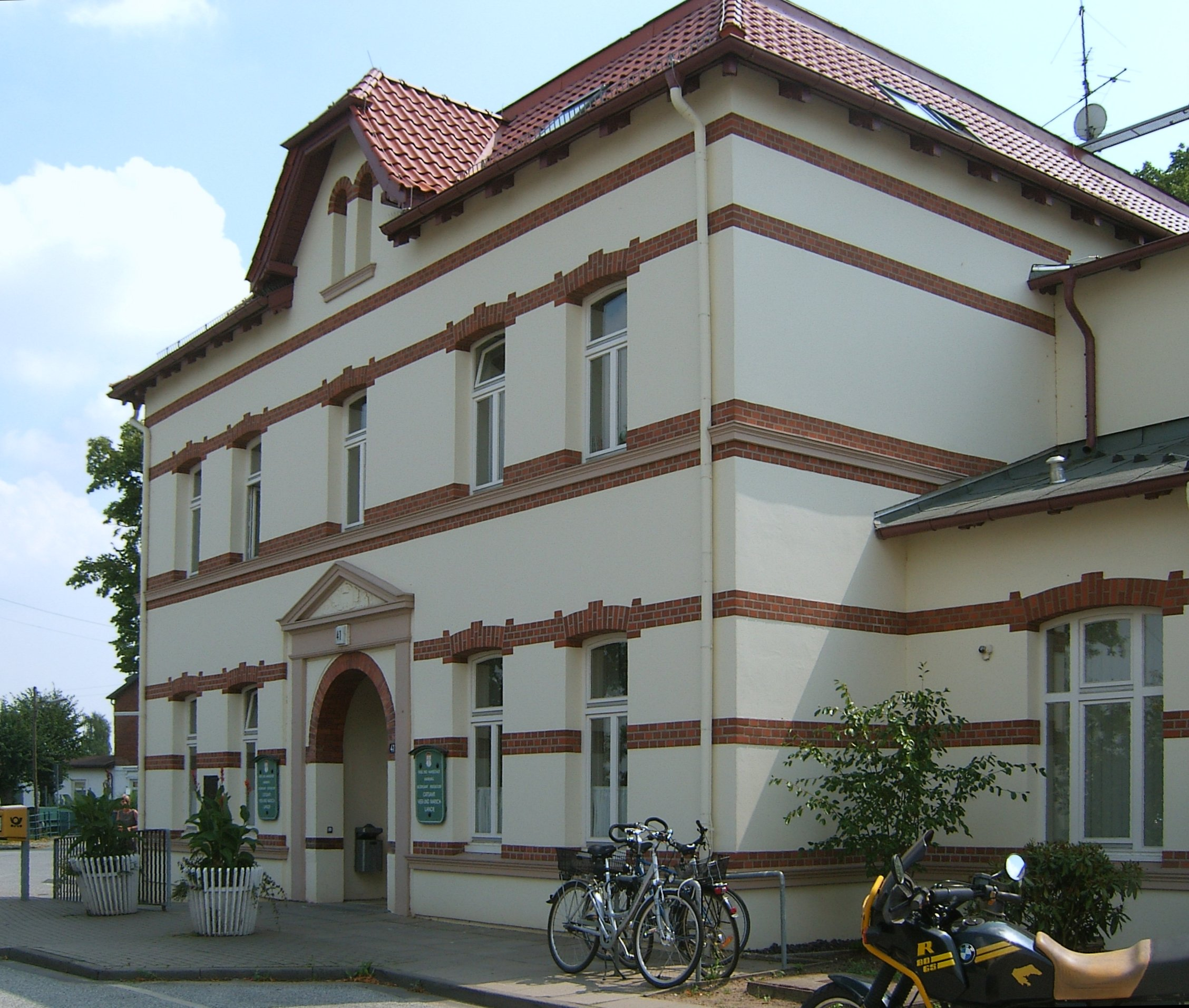
Ehemaliges Ortsamt der „Vier- und Marschlande“

Bereits in den 1920er Jahren gab es erstmals Planungen einer großen Siedlung namens Billwerder-Allermöhe an der Eisenbahnstrecke nach Bergedorf und Berlin. Die in den 1970er Jahren wieder aufgenommenen Planungen führten ab 1982 zum Bau der Siedlungen von Neu-Allermöhe in den Stadtteilen Bergedorf und Allermöhe, die seit 2011 den Stadtteil Hamburg-Neuallermöhe bilden. Mit der zeitgleichen Zuordnung der Gebiete einer Siedlung in Alt-Nettelnburg zu Hamburg-Bergedorf sank die Einwohnerzahl des Stadtteils erheblich.

### Religionen
Hinweis: Nachfolgendes bezieht sich auf die Zeit vor der Stadtteilneugliederung
Seit der Reformation, die in Hamburg vom Luther-Mitarbeiter Johannes Bugenhagen eingeführt wurde, war Allermöhe jahrhundertelang evangelisch-lutherisch geprägt. Die Ansiedlung von deutschstämmigen Spätaussiedlern im Neubaugebiet von Neu-Allermöhe führte allerdings dazu, dass Allermöhe heute (neben Wilhelmsburg) einer von zwei Stadtteilen in Hamburg ist, in dem mehr Katholiken als Lutheraner leben. In Neu-Allermöhe ist neben der evangelisch-lutherischen Kirchengemeinde eine freie evangelische Gemeinde, eine katholische Kirche und auch eine mormonische Kirche ansässig. Die evangelisch-lutherische Kirchengemeinde in Allermöhe unterhielt bis zum Ausstieg der katholischen Gemeinde Bergedorf am 31. Dezember 2006 gemeinsam in Neu-Allermöhe West das ökumenische Gemeindehaus Festeburg, das nun in evangelisch-lutherischer Verantwortung weitergeführt wird.

### Einwohnerentwicklung
Daten laut Statistischem Amt Nord.
Durch die Ausgliederung von Wohngebieten nach Bergedorf und den ab 2011 bestehenden Stadtteil Neuallermöhe sank die Einwohnerzahl auf etwa 1300 Personen.
| 1987  | 1988  | 1989  | 1990  | 1991  | 1992  | 1993  | 1994  | 1995  | 1996  | 1997  | 1998   | 1999   |
| 3,136 | 3,124 | 3,104 | 3,138 | 3,129 | 3,331 | 3,264 | 3,189 | 3,651 | 5,659 | 8,812 | 10,801 | 11,588 |

| 2000   | 2001   | 2002   | 2003   | 2004   | 2005   | 2006   | 2007   | 2008   | 2009   | 2023  |
| 12,536 | 13,424 | 13,883 | 14,264 | 14,877 | 14,943 | 15,143 | 15,312 | 15,347 | 15,388 | 1.412 |

### Statistik
(Quelle: )
- Anteil der unter 18-Jährigen: 14,8 % [Hamburger Durchschnitt: 16,8 % (2023)]
- Anteil der über 64-Jährigen: 22,0 % [Hamburger Durchschnitt: 17,8 % (2023)]
- Ausländeranteil: 15,6 % [Hamburger Durchschnitt: 20,7 % (2023)]
- Arbeitslosenquote: 3,3 % [Hamburger Durchschnitt: 6,2 % (2023)]

Das durchschnittliche Einkommen je Steuerpflichtigen beträgt in Allermöhe 44.974 Euro jährlich (2020), der Hamburger Gesamtdurchschnitt liegt bei 48.035 Euro.

## Politik
Für die Wahl zur Hamburgischen Bürgerschaft gehört Allermöhe zum Wahlkreis Bergedorf. Die Bürgerschaftswahlen 2025, 2020, 2015, 2011, 2008, 2004, 2001, 1997, 1993,  1991, 1987 und 1986 führten zu folgenden Ergebnissen:
| Bürgerschaftswahl | CDU    | SPD    | AfD    | Grüne 1) | Linke 2) | FDP    | Übrige    |
| ----------------- | ------ | ------ | ------ | -------- | -------- | ------ | --------- |
| 2025 3)           | 33,1 % | 29,3 % | 13,2 % | 08,5 %   | 08,3 %   | 01,7 % | 05,9 %    |
| 2020              | 21,3 % | 34,4 % | 08,8 % | 15,7 %   | 09,1 %   | 05,1 % | 05,6 %    |
| 2015              | 22,0 % | 44,3 % | 07,6 % | 10,0 %   | 05,9 %   | 06,9 % | 03,3 %    |
| 2011              | 36,3 % | 45,8 % | –      | 07,4 %   | 03,2 %   | 03,7 % | 03,7 %    |
| 2008              | 41,0 % | 39,2 % | –      | 05,6 %   | 07,1 %   | 04,1 % | 03,0 %    |
| 2004              | 47,9 % | 32,7 % | –      | 07,1 %   | –        | 02,2 % | 10,1 %    |
| 2001              | 30,1 % | 37,3 % | –      | 04,9 %   | 00,4 %   | 03,1 % | 24,2 % 4) |
| 1997              | 31,8 % | 37,3 % | –      | 10,2 %   | 00,6 %   | 02,6 % | 17,5 % 5) |
| 1993              | 25,4 % | 38,1 % | –      | 14,0 %   | –        | 04,8 % | 17,7 % 6) |
| 1991              | 33,4 % | 48,5 % | –      | 08,5 %   | –        | 05,9 % | 03,8 %    |
| 1987              | 40,1 % | 45,8 % | –      | 06,0 %   | –        | 07,2 % | 00,9 %    |
| 1986              | 41,6 % | 43,0 % | –      | 09,1 %   | –        | 05,1 % | 01,2 %    |

Bei der Bezirksversammlungswahl gehört der Stadtteil zum Wahlkreis Vierlande II / Marschlande. Bei Bundestagswahlen zählt Allermöhe zum Bundestagswahlkreis Hamburg-Bergedorf – Harburg.

## Wirtschaft und Infrastruktur

### Verkehr
Durch Allermöhe führt die sogenannte Marschen-Autobahn, die Bundesautobahn 25, mit den Anschlussstellen Hamburg-Allermöhe (Ausfahrt 2) (danach bildet sie die Nordgrenze zu den Stadtteilen Neuallermöhe und Bergedorf), Hamburg-Neuallermöhe-West (Ausfahrt 3) und Hamburg-Nettelnburg (Ausfahrt 4). Sie verbindet den Stadtteil mit Hamburg und Bergedorf.
Allermöhe lag seit 1842 an der Hamburg-Bergedorfer Eisenbahn, die 1846 nach Berlin erweitert wurde. Auf den zwei an der Nordseite dieser Strecke liegenden Gleisen verkehrt die Hamburger S-Bahn. Diese erhielt am 30. Mai 1999 auch einen Haltepunkt Allermöhe. Die Strecke bildet heute zum Teil die Grenze zwischen Billwerder (nördlich der Strecke) und dem südlich davon gelegenen Stadtteil Neuallermöhe, durch dessen Neubildung 2011 der Stadtteil nicht mehr direkt den Bahnhof und die Strecke berührt. Dort verkehrt die Linie S 2 im 10-Minuten-Takt in die Hamburger Innenstadt (Fahrzeit: 16 Minuten) und zum Bahnhof Bergedorf (Fahrzeit: 5 Minuten).
Den Verkehr mit Omnibussen besorgt die VHH innerhalb des Hamburger Verkehrsverbundes (HVV) mit Buslinien, die hier hauptsächlich auf den Bahnhof Bergedorf ausgerichtet sind. Dazu gehören auch die Nachtbuslinien 329 und 629 nach/von Neuallermöhe und einige Buslinien, die auf den Schülerverkehr ausgerichtet sind. Die Linie 321 verbindet die S-Bahn-Station Mittlerer Landweg über den Allermöher Deich mit dem Bf. Bergedorf, sie verkehrt montags bis sonnabends bis etwa 21 Uhr stündlich, sonn- und feiertags zweistündlich. Anschließend gibt es zwischen dem Bf. Bergedorf und Allermöhe (südlich der Autobahn) einen Bedarfsverkehr (nach Fahrplan betriebenes Anruf-Sammel-Taxi AST 829 der VHH in die Vier- und Marschlande), das stündlich von 22:10 Uhr bis 2:10 Uhr, am Wochenende bis 5:10 Uhr, ab Bf. Bergedorf bis vor die Haustür, und ab 22:40 Uhr ab Allermöhe angeboten wird.
| Linie | Verlauf |
| ----- | --- |
| S 2   | Altona – Holstenstraße – Sternschanze – Dammtor – Hauptbahnhof – Berliner Tor – Rothenburgsort – Tiefstack – Billwerder-Moorfleet – Mittlerer Landweg – Allermöhe – Nettelnburg – Bergedorf – Reinbek – Wohltorf – Aumühle |

### Bildungseinrichtungen
Allermöhe gehört zusammen mit den Stadtteilen Bergedorf, Lohbrügge und Neuallermöhe zur Region 20a der Hamburger Schulplanung (Stand 2019).
Keine der folgenden Schulen befindet sich im Stadtteil Allermöhe, jedoch versorgen sie den Stadtteil mit (Stand Schuljahr 2017/18, von Westen nach Osten):
- Schule Mittlerer Landweg (Grundschule im Mittleren Landweg, Billwerder)
- Adolph-Diesterweg-Schule (Grundschule am Felix-Jud-Ring, Neuallermöhe)
- Clara-Grunwald-Schule (Grundschule am Walter-Rothenburg-Weg, Neuallermöhe)
- Gymnasium Allermöhe am Walter-Rothenburg-Weg, Neuallermöhe
- Gretel-Bergmann-Schule (Stadtteilschule, Standorte in der Margit-Zinke-Straße und am Von-Moltke-Bogen, Neuallermöhe)
- Anton-Rée-Schule (Grundschule im Ebner-Eschenbach-Weg, Neuallermöhe)
- Schule Nettelnburg (Grundschule in Fiddigshagen, Bergedorf)
- Hansa-Gymnasium in der Hermann-Distel-Straße, Bergedorf
- Schule Ernst-Henning-Straße (Grundschule in der Ernst-Henning-Straße, Bergedorf)
- Luisen-Gymnasium Bergedorf am Reinbeker Weg, Bergedorf

### Freizeit- und Sportanlagen
An der Dove Elbe liegt das Wassersportzentrum Hamburg-Allermöhe, zu dem das Landesleistungszentrum der Ruder- und Kanusportler sowie eine Regattastrecke gehören, die für internationale Wettbewerbe ausgelegt ist.

## Kultur und Sehenswürdigkeiten

### Kirche

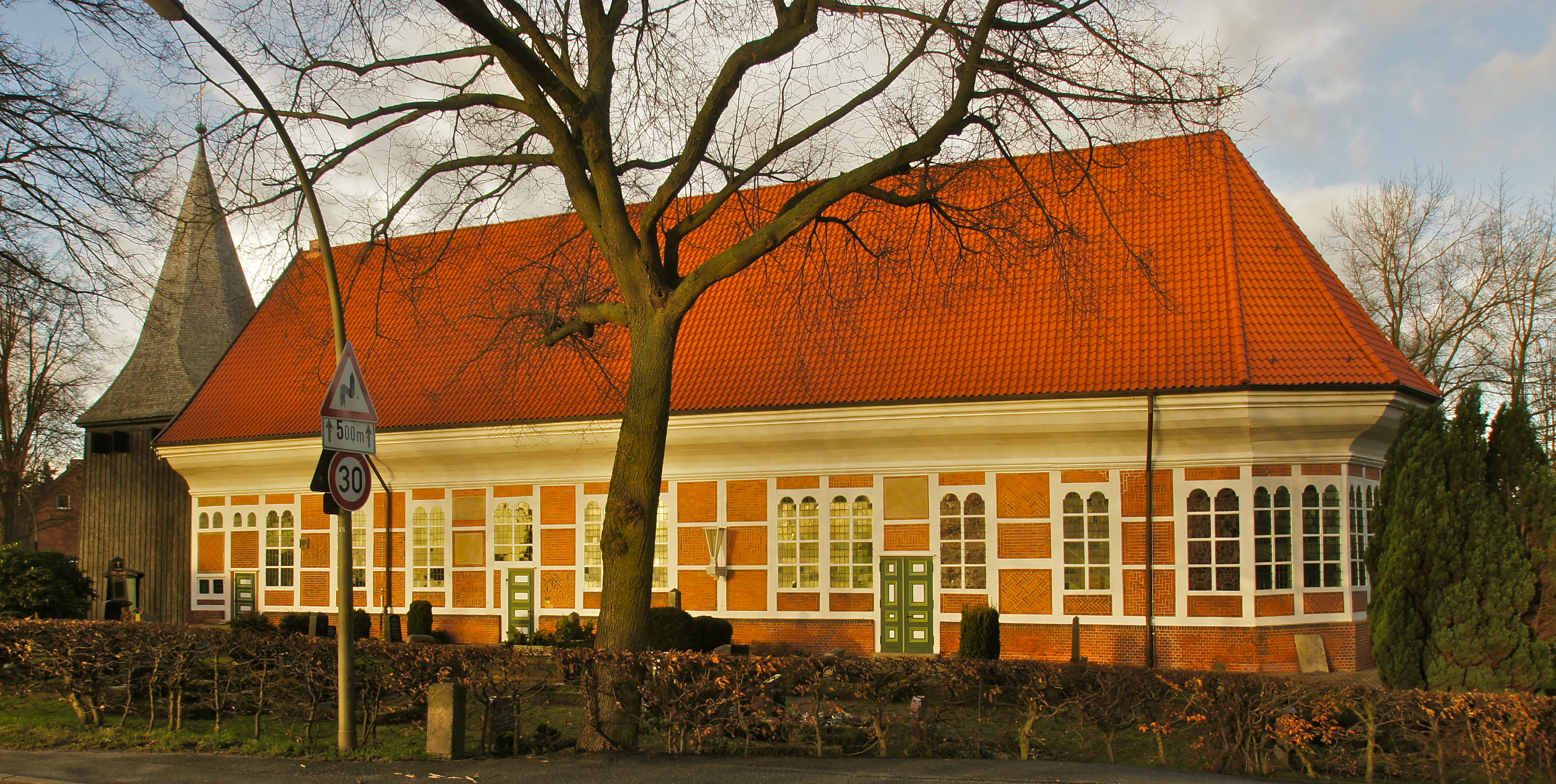
Die Kirche von Allermöhe wurde 1614 eingeweiht.

Im Straßendorf Allermöhe steht die evangelisch-lutherische Dreieinigkeitskirche. Sie wurde am 2. Februar 1614 geweiht. Der hölzerne Glockenturm (Glockenstapel) aus dem 15. Jahrhundert, der noch von der Vorgängerkirche stammt, gilt als ältestes erhaltenes Bauwerk der Marschlande. Bemerkenswert ist zudem der Flügelaltar, den der Hamburger Bildhauer und Holzschnitzer Hein Baxmann in den Jahren 1613/1614 schuf.

### Kriegsgräberstätten
Kriegsgräber gibt es auf dem Friedhof
- Hamburg-Allermöhe / Gemeindefriedhof Allermöhe (7)

### Regelmäßige Veranstaltungen
Seit 1979 findet jährlich am Eichbaumsee das mittlerweile stark frequentierte Freiluft-Rockfestival Wutzrock statt.